# イソブチルシアノアクリレート
イソブチルシアノアクリレート（英語: isobutyl cyanoacrylate）は、ブチルシアノアクリレートの異性体である。医療において、縫合糸を使わずに切開や裂傷を閉じたり、縫合を強化するための補助として使用される。この医療的用途が可能なのは、殺菌性の液体モノマーであり、少量の水分の存在下で速やかに重合して強力な接着剤を形成するからである。